# Codice ATC J04
Il codice ATC J04 "Anti-micobatterici" è un sottogruppo del sistema di classificazione Anatomico Terapeutico e Chimico, un sistema di codici alfanumerici sviluppato dall'OMS per la classificazione dei farmaci e altri prodotti medici. Il sottogruppo J04 fa parte del gruppo anatomico J, farmaci antinfettivi ad uso sistemico.
Codici per uso veterinario (codici ATCvet) possono essere creati ponendo la lettera Q di fronte al codice ATC umano: QJ04...
Numeri nazionali della classificazione ATC possono includere codici aggiuntivi non presenti in questa lista, che segue la versione OMS.

## J04A Farmaci per il trattamento della tubercolosi

### J04AA Acido aminosalicilico e derivati
J04AA01 Acido amminosalicilico
J04AA02 Aminosalicato di sodio
J04AA03 Aminosalicato di calcio

### J04AB Antibiotici
J04AB01 Cicloserina
J04AB02 Rifampicina
J04AB03 Rifamicina
J04AB04 Rifabutina
J04AB05 Rifapentina
J04AB30 Capreomicina

### J04AC Idrazidi
J04AC01 Isoniazide
J04AC51 Isoniazide, combinazioni

### J04AD Tiocarbamide derivati
J04AD01 Protionamide
J04AD02 Tiocarlide
J04AD03 Etionamide

### J04AK Altri farmaci per il trattamento della tubercolosi
J04AK01 Pirazinamide
J04AK02 Etambutolo
J04AK03 Terizidone
J04AK04 Morinamide
J04AK05 Bedaquilina
J04AK06 Delamanid
J04AK07 Amitiozone

### J04AM Combinazioni di farmaci per il trattamento della tubercolosi
J04AM01 Streptomicina e isoniazide
J04AM02 Rifampicina e isoniazide
J04AM03 Etambutolo e isoniazide
J04AM04 Tiacetazone e isoniazide
J04AM05 Rifampicina, pirazinamide e isoniazide
J04AM06 Rifampicina, pirazinamide, etambutolo isoniazide

## J04B Farmaci per il trattamento della lebbra

### J04BA Farmaci per il trattamento della lebbra
J04BA01 Clofazimina
J04BA02 Dapsone
J04BA03 Aldesulfone sodico